# Agnese Āboltiņa
Agnese Āboltiņa (ur. 7 lutego 1996 w Rāmavie) – łotewska narciarka alpejska, olimpijka.
Narciarstwo alpejskie uprawia od dziewiątego roku życia.
W 2012 reprezentowała swój kraj na zimowych igrzyskach olimpijskich młodzieży. Rok później, wzięła udział w Zimowym Olimpijskim Festiwalu Młodzieży Europy. W 2013, 2015 i 2017 startowała na mistrzostwach świata. W 2014 wystartowała na igrzyskach olimpijskich, na których zajęła 31. miejsce w supergigancie z czasem 1:36,10 s, 37. w slalomie z czasem 2:06,62 s oraz nie ukończyła slalomu giganta.

## Osiągnięcia

### Igrzyska olimpijskie
| Miejsce | Dzień     | Rok  | Miejscowość     | Konkurencja | Czas biegu | Strata | Zwyciężczyni     |
| ------- | --------- | ---- | --------------- | ----------- | ---------- | ------ | ---------------- |
| 31.     | 15 lutego | 2014 | Krasnaja Polana | Supergigant | 1:25,52    | +10,58 | Anna Fenninger   |
| DNF2    | 18 lutego | 2014 | Krasnaja Polana | Gigant      | 2:36,87    | —      | Tina Maze        |
| 37.     | 21 lutego | 2014 | Krasnaja Polana | Slalom      | 1:44,54    | +22,08 | Mikaela Shiffrin |

### Mistrzostwa świata
| Miejsce | Dzień     | Rok  | Miejscowość       | Konkurencja | Czas biegu | Strata | Zwyciężczyni     |
| ------- | --------- | ---- | ----------------- | ----------- | ---------- | ------ | ---------------- |
| 74.     | 14 lutego | 2013 | Schladming        | Gigant      | 2:08,06    | —      | Tessa Worley     |
| 63.     | 12 lutego | 2015 | Vail/Beaver Creek | Gigant      | 2:19,16    | —      | Anna Fenninger   |
| 43.     | 14 lutego | 2015 | Vail/Beaver Creek | Slalom      | 1:38,48    | +13,07 | Mikaela Shiffrin |
| 37.     | 18 lutego | 2017 | Sankt Moritz      | Slalom      | 1:37,27    | +9,03  | Mikaela Shiffrin |

### Mistrzostwa świata juniorów
| Miejsce | Dzień    | Rok  | Miejscowość | Konkurencja     | Czas biegu | Strata | Zwyciężczyni        |
| ------- | -------- | ---- | ----------- | --------------- | ---------- | ------ | ------------------- |
| 57.     | 7 marca  | 2015 | Hafjell     | Gigant          | 2:25,14    | +12,99 | Nina Ortlieb        |
| 40.     | 9 marca  | 2015 | Hafjell     | Slalom          | 1:43,54    | +9,75  | Paula Moltzan       |
| 52.     | 10 marca | 2015 | Hafjell     | Supergigant     | 1:23,81    | +6,00  | Federica Sosio      |
| 50.     | 10 marca | 2015 | Hafjell     | Superkombinacja | 2:08,54    | +9,74  | Rahel Kopp          |
| 37.     | 13 marca | 2015 | Hafjell     | Zjazd           | 1:32,58    | +4,13  | Mina Fürst Holtmann |
| DNF1    | 13 marca | 2017 | Åre         | Slalom          | 1:42,81    | —      | Camille Rast        |